# Бескичмењаци
Бескичмењаци (лат. Invertebrata) су животиње без развијених кичмених пршљенова.  Већина животиња (око 97% свих животиња на нашој планети) су управо бескичмењаци. У оквиру ове групе животиња најбројнији, доминантни су зглавкари који обухватају око 70% свих познатих врста животиња. Највећи број врста међу зглавкарима поседују инсекти који су доминантне животиње на планети Земљи, како по броју врста тако и по бројности самих популација. Осим инсеката, око половина бескичмењака живи у мору.
Већина животињских врста су бескичмењаци; једна процена износи 97%. Многи таксони бескичмењака имају већи број и разноврсност врста него цео подразред кичмењака. Бескичмењаци се веома разликују по величини, од 50 μm (0,002 in) ротаторија до колосалних лигњи од 9–10 m (30–33 ft).
Неки такозвани бескичмењаци, као што су Tunicata и Cephalochordata, су ближе кичмењацима него другим бескичмењацима. Ово чини бескичмењаке парафилетским, тако да термин нема мало значења у таксономији.

## Подела
Типови бескичмењаци се према различитим критеријумима могу груписати и поделити. Тако их је, према сложености, еволуционој напредности могуће раздвојити у две велике групе:
1. ниже бескичмењаке којима припадају :
- сунђери
- жарњаци
- пљоснати црви
- немертине
- ваљкасти црви и неки мањи типови животиња

2. више бескичмењаке.
- чланковити црви
- мекушци
- зглавкари
- бодљокошци

Нижи бескичмењаци имају неке заједничке особине:
- углавном су морске животиње
- телесне димензије су им мале
- немају телесну дупљу или је присутан псеудоцелом

Виши бескичмењаци су еволуционо напреднији па су њихове особине:
- могу да бораве већи део времена изван воде
- већих су димензија
- имају целом, који се сматра главним фактором њихове еволуционе успешности.

## Таксономски значај
Термин бескичмењаци није увек прецизан међу небиолозима, јер не описује тачно таксон на исти начин на који то чине Arthropoda, Vertebrata или Manidae. Сваки од ових термина описује важећи таксон, раздео, подраздео или фамилију. „Бескичмењаци“ је термин погодности, а не таксон; он има врло мало циркукрипционог значаја осим унутар Chordata. Кичмењаци као потраздео обухвата тако мали удео Metazoa да говорећи о царству Animalia у смислу „кичмењака”и „бескичмењака” има ограничену практичност. У формалнијој таксономији Animalia други атрибути логично претходе присуству или одсуству кичменог стуба у конструисању кладограма, на пример, присуство нотохорда. То би барем ограничило хордате. Међутим, чак и постојање нотохорда би био мање фундаментални критеријум од аспеката ембриолошког развоја и симетрије или можда телесног плана.
Упркос томе, концепт бескичмењака као таксона животиња опстао је више од једног века међу лаицима, као и у зоолошкој заједници и у њеној литератури остаје у употреби као термин погодан за животиње које нису чланови кичмењака. Преостали текст одражава раније научно разумевање појма и оних животиња које су га чиниле. Према овом схватању, бескичмењаци не поседују скелет кости, било унутрашње или спољашње. Они укључују веома различите планове тела. Многи имају хидростатичке скелетоне испуњене течношћу, попут медуза или црва. Други имају чврсте егзоскелете, спољашње шкољке попут оних код инсеката и ракова. Најпознатији бескичмењаци укључују Protozoa, Porifera, Coelenterata, Platyhelminthes, Nematoda, Annelida, Echinodermata, Mollusca и Arthropoda. Артроподи укључују инсекте, ракове и пауке.

## Историја
Сматра се да су најранији животињски фосили били бескичмењаци. Фосили стари 665 милиона година у формацији Трезона у Трезона Бореу, западно-централни Флиндери, Јужна Аустралија, тумачени су као рани сунђери. Неки палеонтолози сугеришу да су се животиње појавиле много раније, вероватно већ пре једне милијарде година, иако су вероватно постале вишећелијске у тонијану. Фосили у траговима као што су они који потичу из касне неопротерозојске ере указују на присуство триплобластичних црва, отприлике великих (око 5 mm широких) и комплескних као кишне глисте.
Пре око 453 милиона година, животиње су почеле да се диверзификују, а многе важне групе бескичмењака су се одвојиле једна од друге. Фосили бескичмењака налазе се у разним врстама седимената из фанерозоика. Фосили бескичмењака се обично користе у стратиграфији.

## Истраживање
Током много векова, биолози су занемаривали бескичмењаке, у корист великих кичмењака и „корисних“ или харизматичних врста. Биологија бескичмењака није била главна област проучавања све до дела Линеа и Ламарка у 18. веку. Током 20. века, зоологија бескичмењака постала је једна од главних области природних наука, са истакнутим открићима у области медицине, генетике, палеонтологије и екологије. Проучавање бескичмењака је такође користило органима за спровођење закона, јер је откривено да су зглавкари, а посебно инсекти, извор информација за форензичке истражитеље.
Два од најчешће проучаваних моделних организама данас су бескичмењаци: воћна мушица Drosophila melanogaster и нематода Caenorhabditis elegans. Они су дуго били најинтензивније проучавани моделни организми и били су међу првим облицима живота који су генетски секвенционирани. Ово је олакшано озбиљно смањеним стањем њихових генома, али су многи гени, интрони и везе изгубљени. Анализа генома морске анемоне старлете је нагласила значај сунђера, плакозоа и хоанофлагелата, који су такође секвенцирани, у објашњавању приспећа 1500 гена предака јединствених за животиње. Бескичмењаке такође користе научници у области воденог биомониторинга за процену ефеката загађења воде и климатских промена.